# اردوگاه پناهندگان مانوس

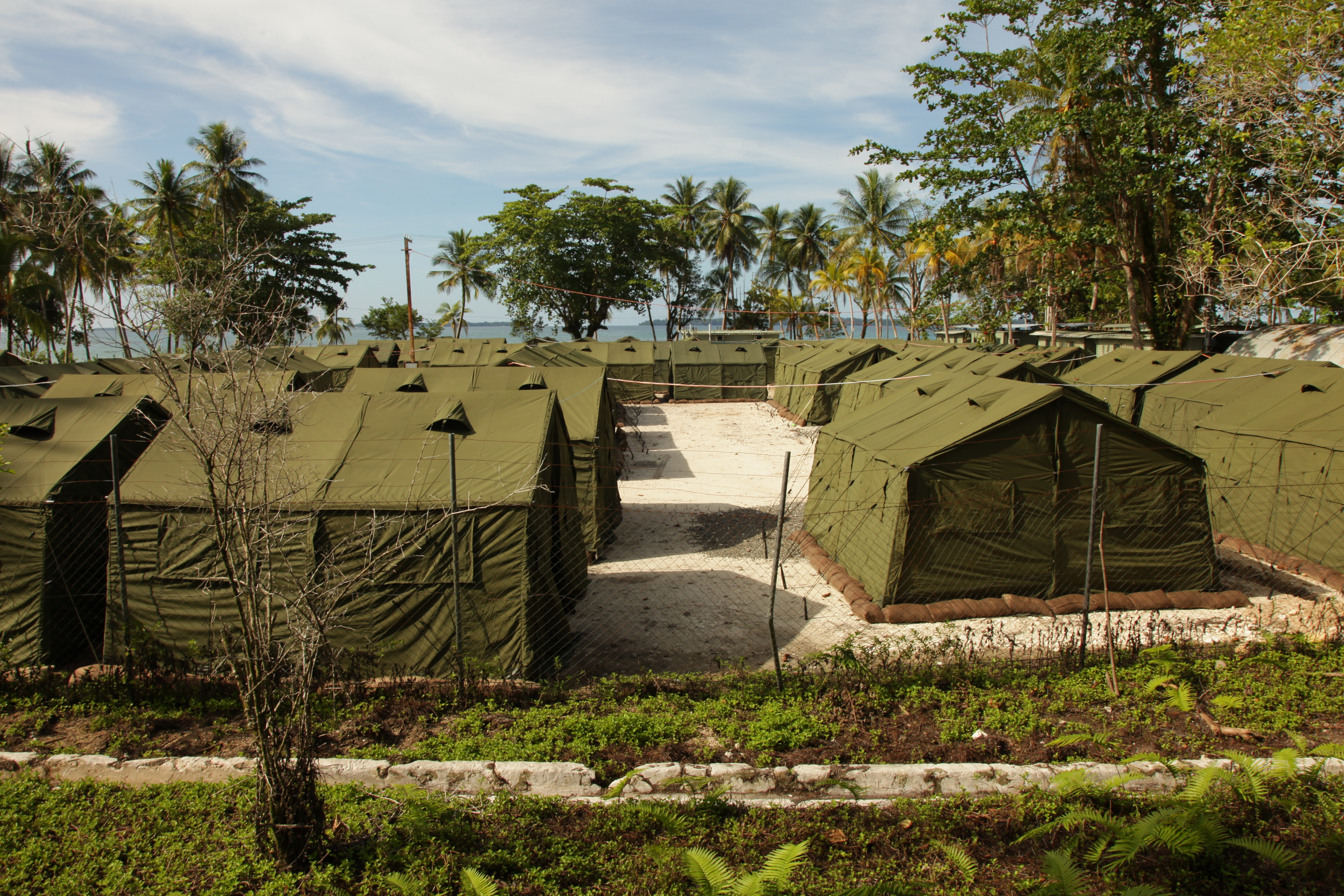
دپارتمانِ مهاجرتِ مانوس در ۲۰۱۲

اردوگاهِ پناهندگانِ مانوس یا مرکز پردازش منطقه‌ای مانوس یک کمپ و بازداشتگاهِ مهاجران و پناهندگان در استان مانوس، پاپوآ گینه نو است. این مرکز از سویِ گینهٔ نو و به نمایندگی از دولت استرالیا اداره می‌شود.

## سیاست‌های دولت استرالیا برای مقابله با ورود پناهجویان
با نگاهی به سیاست‌های پذیرش پناهجویان از سوی دولت استرالیا درمی‌یابیم از زمانی که تونی ابوت در سال ۲۰۱۳ به عنوان رهبر حزب محافظه کار لیبرال‌های استرالیا نخست‌وزیر این کشور شد، تلاش برای توقف قایق‌های پناهجویان را همان‌طور که به رای‌دهندگان خود وعده داده بود در صدر برنامه‌هایش قرار داد و شرایط برای مهاجران غیرقانونی که قصد داشتند به وسیله قایق خود را از اندونزی به استرالیا برسانند، فرق کرد. او در تبلیغات انتخاباتی خود هم اعلام کرده بود در صورتی که در انتخابات نخست‌وزیری این کشور پیروز شود سیاست سختگیرانه‌ای در مورد مهاجران اعمال خواهد کرد. وی گفته بود یک فرمانده نظامی برای هدایت عملیات مربوط به مقابله با قاچاقچیان انسان تعیین خواهد کرد و اقامت پناهجویانی که موقعیت پناهندگی بگیرند نیز با ویزای موقتی قابل تمدید، محدود خواهد شد.